# Madagaskar 3
Madagaskar 3 (ang. Madagascar 3: Europe's Most Wanted) – amerykański film animowany, będący trzecią częścią serii Madagaskar, który został wyprodukowany przez DreamWorks w technologii trójwymiarowej. Reżyserami animacji są amerykańscy twórcy Eric Darnell, Tom McGrath i Conrad Vernon. Premiera filmu miała miejsce 8 czerwca 2012 roku.

## Fabuła
W nawiasie aktorzy, którzy użyczyli głosów w oryginalnej produkcji.
Lew Alex (Ben Stiller) oraz jego kumple: zebra Marty (Chris Rock), hipopotamica Gloria (Jada Pinkett Smith) i żyrafa Melman (David Schwimmer), robią wszystko, co w ich mocy, żeby wrócić do nowojorskiego Zoo w Central Parku. Pozostawili już za sobą Afrykę, a teraz „przypadkowo” trafili do Europy. Znaleźli się tu, poszukując pingwinów i szympansów, które rozbiły bank w jednym z kasyn w Monte Carlo. Wkrótce za sprawą niefortunnych zbiegów okoliczności, wszystkie zwierzaki mają się przekonać, co to znaczy być ściganym. Ich tropem rusza bowiem francuska oficer kontroli zwierząt Chantel DuBois (Frances McDormand), której nie bardzo jest w smak, że w jej rewirze, na wolności hulają zwierzęta ze zwierzyńca. Do tego ekscytuje ją możliwość upolowania pierwszego lwa w swoim życiu. By ujść cało z tej opresji, załoga „Zoo” wpada na pomysł działania pod przykrywką podupadłego cyrku wędrownego. Rodzi się perfekcyjny plan, by postawić na nogi cyrk, odkryć kilka nowych talentów, rzucić Europę na kolana i tym sposobem ocalić skórę podczas długiej drogi do nowojorskiego domu.

## Obsada

### Wersja oryginalna
Źródło
- Ben Stiller – lew Alex
- Chris Rock – zebra Marty
- David Schwimmer – żyrafa Melman
- Jada Pinkett Smith – Gloria
- Sacha Baron Cohen – Król Julian
- Cedric the Entertainer – Maurice
- Andy Richter – Mort
- Tom McGrath – Skipper
- Jessica Chastain – jaguarzyca Gia
- Bryan Cranston – tygrys syberyjski Witalij
- Martin Short – lew morski Stefano
- Frances McDormand – Chantel DuBois
- Chris Miller – Kowalski
- Christopher Knights – Szeregowy
- John DiMaggio – Rico

### Wersja polska
Źródło

Wersja polska: Start International Polska

Reżyseria: Marek Robaczewski

Dialogi polskie: Bartosz Wierzbięta

Dźwięk: Michał Skarżyński

Kierownictwo produkcji: Elżbieta Araszkiewicz

Wystąpili:
- Artur Żmijewski – Alex
- Klaudiusz Kaufmann – Marty
- Piotr Adamczyk – Melman
- Małgorzata Kożuchowska – Gloria
- Grzegorz Pawlak – Skipper
- Jacek Lenartowicz – Kowalski
- Tomasz Steciuk – Szeregowy
- Janusz Zadura – Rico
- Jarosław Boberek – Król Julian
- Wojciech Paszkowski – Maurice
- Tomasz Bednarek – Mort
- Paweł Galia – Mason
- Tomasz Borkowski – Stefano
- Monika Pikuła – Gia
- Miłogost Reczek – Witalij
- Agnieszka Matysiak – DuBois
- Jacek Król – włoski policjant